# Singapurska konferencija
Singapurska konferencija ili Singapurski summit naziv je za međunarodni državnički sastanak američkog predsjednika Donalda Trumpa i sjevernokorejskog vođe Kim Jong-una u Singapuru u lipnju 2018. koji je poprimio razmjere povijesne važnosti kao prvog sastanka čelnika Sjedinjenih Država i Sjeverne Koreje od završetka Korejskog rata. 
Sastanak je upriličen kao početak pregovora o denuklearizaciji Korejskog poluotoka, čemu je i snažnu podršku dala Južna Koreja, kao nastavak Međukorejskog susreta dva mjeseca prije na kojemu su se prvi put nakon više od 60 godina sastali čelnici dviju susjednih Koreja. Konferenciji su prethodili i posjet tadašnjeg ravnatelja Središnje obavještajne agencije (CIA-e) Mikea Pompea Pyongyangu te potpredsjednika Korejske radničke partije Kima Yong-cholija Bijeloj kući.
Sastanak je posljedica promjene američke vanjske politike dolaskom predsjednika Trumpa na vlast, koji se odmaknuo od Obamine politike »strateške strpljivosti« i neodgovaranja na sjevernokorejske nuklearne provokacije te, nakon krizne 2017., u kojoj je Sjeverna Koreja lansirala nekoliko međukontinetnskih balističkih projektila, dolazi do zatopljenja odnosa između dviju Koreja i Sjeverne Koreje i SAD-a koje ishoduje zajedničkim nastupom korejskih športaša na Zimskim olimpijskim igrama 2018. u južnokorejskom Pyeongchangu, simbolički vrlo sličnog imena kao i sjevernokorejska prijestolnica Pyongyang.
Potpisivanjem zajedničke izjave sudionice konferencije zajamčile su nastavak razvoja diplomatske i političke suradnje, jačanje napora u denuklearizaciji Korejskog poluotoka (Sjeverna Koreja ugasila je svoje postrojenje za nuklearna ispitivanja Sohae) i zatpoljenje međukorejskih odnosa. Zaključke sastanka pozdravili su južnokorejski i japanski premijer, kao i čelnici drugih istočnoazijskih, europskih i svjetskih država te organizacija Ujedinjenih naroda. 
Događaj je zaokupljao višemjesečnu pažnju američkog i svjetskog tiska te je u mnogim anketama i izborima proglašen političkim i diplomatskim događajem godine. Smatra se jednim od ključnih vanjskopolitičkih poteza Donalda Trumpa, jer je utjecao i na sastanak Trumpa, Jong-una i Moon Jae-ina u korejskoj razvojačenoj zoni krajem lipnja 2019., čime je Trump postao prvim američkim predsjednikom koji je kročio na sjevernokorejsko tlo.

## Vanjske poveznice
- Zajednička izjava Donalda Trumpa i Kim Jong-una na engleskom jeziku na Wikiizvoru

|  | Zajednički poslužitelj ima još gradiva o temi Singapurska konferencija |